# Михайлов, Николай Лаврентьевич
Николай Лаврентьевич Михайлов (1897—1944) — Гвардии полковник Рабоче-крестьянской Красной Армии, участник Великой Отечественной войны, Герой Советского Союза (1944).
Кавалер ордена 'Легион Почета" (США).

## Биография
Николай Михайлов родился 27 июля 1897 года в Смоленске. В 1917 году окончил школу прапорщиков. В 1918—1926 годах служил в Рабоче-крестьянской Красной Армии, участвовал в боях Гражданской войны. После увольнения в запас проживал в Москве, работал бухгалтером на элеваторе. В 1938 году Михайлов повторно был призван в армию. Учился в Военной академии имени М. В. Фрунзе. С августа 1941 года — на фронтах Великой Отечественной войны.
К лету 1944 года гвардии полковник Николай Михайлов командовал 22-й гвардейской мотострелковой бригадой 6-го гвардейского танкового корпуса 3-й гвардейской танковой армии 1-го Украинского фронта. Отличился во время освобождения Украинской ССР и Польши. Его бригада успешно действовала во время Проскуровско-Черновицкой и Львовско-Сандомирской операций, нанеся вражеским войскам большие потери. 25 июля 1944 года Михайлов погиб в боях за освобождение Перемышля (ныне — Пшемысль). Похоронен на Востряковском кладбище Москвы.

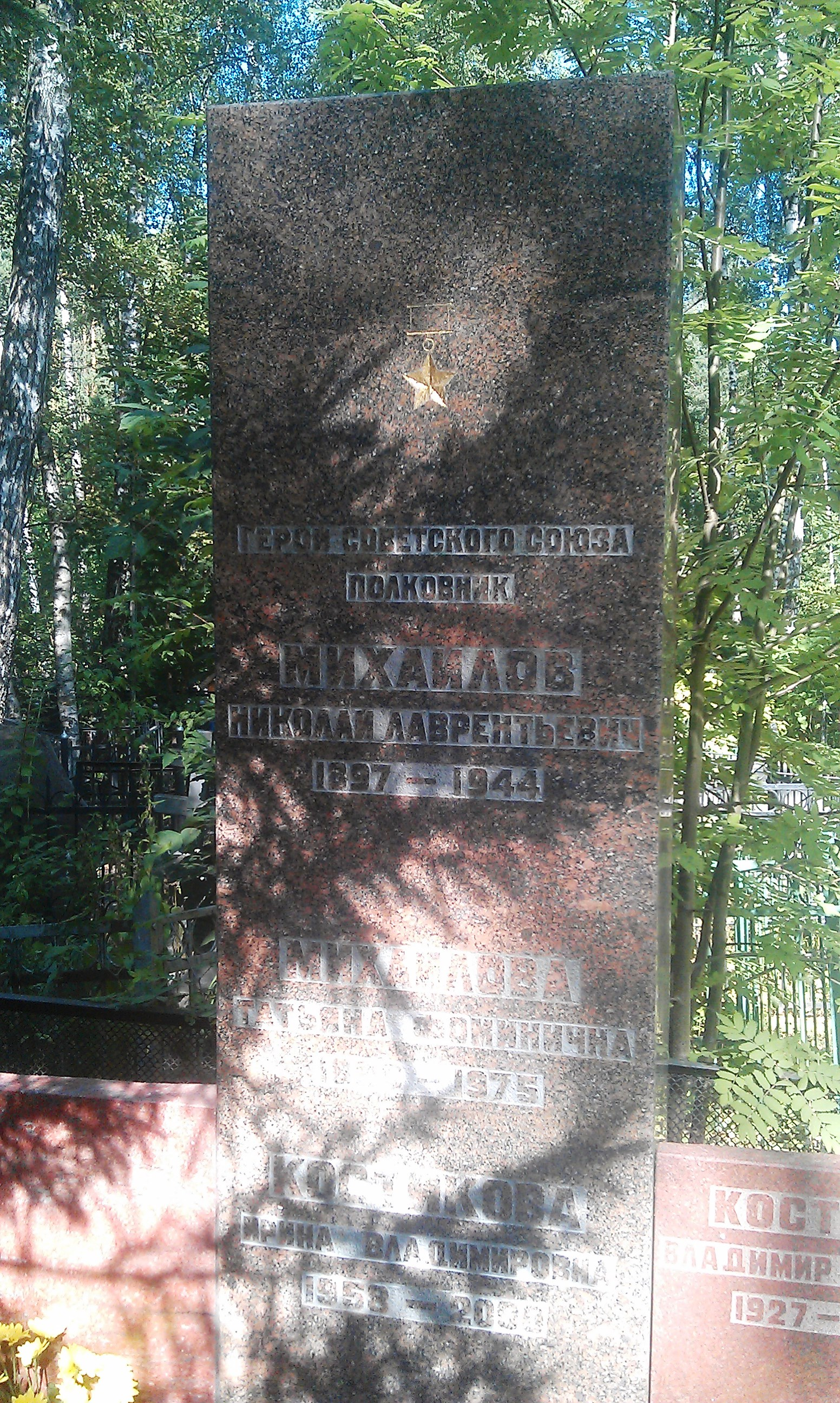
Могила Михайлова на Востряковском кладбище

Указом Президиума Верховного Совета СССР от 23 сентября 1944 года за «образцовое выполнение боевых заданий командования на фронте борьбы с немецкими захватчиками и проявленные при этом мужество и героизм» гвардии полковник Николай Михайлов посмертно был удостоен высокого звания Героя Советского Союза. Также был награждён двумя орденами Ленина, двумя орденами Красного Знамени, орденами Суворова 2-й степени и Красной Звезды.